# 11720 Horodyskyj
11720 Horodyskyj este un asteroid din centura principală de asteroizi.

## Descriere
11720 Horodyskyj este un asteroid din centura principală de asteroizi. A fost descoperit pe 21 aprilie 1998 la Socorro, New Mexico, în cadrul proiectului LINEAR. Asteroidul prezintă o orbită caracterizată de o semiaxă mare de 2,56 ua, o excentricitate de 0,05 și o înclinație de 5,4° în raport cu ecliptica.